# Rubio Rubin
Rubio Méndez-Rubin (Beaverton, 1º marzo 1996) è un calciatore statunitense naturalizzato guatemalteco, centrocampista o attaccante svincolato.

## Caratteristiche tecniche
Prima punta, può giocare come trequartista o ala destra.

## Carriera

### Club
A livello giovanile, Rubin ha giocato per i Westside Metros, prima di entrare nella IMG Soccer Academy. Successivamente è stato ingaggiato dagli olandesi dell'Utrecht, per cui ha avuto l'opportunità di debuttare in Eredivisie in data 17 agosto 2014, schierato titolare nel successo casalingo per 2-1 sul Willem II. Il 29 novembre successivo ha trovato la prima rete, nella vittoria per 1-5 in casa del NAC Breda.
Il 31 gennaio 2017, Rubin è stato ceduto a titolo definitivo dall'Utrecht ai danesi del Silkeborg. Ha debuttato in squadra il 2 marzo, sostituendo Robert Skov nella sconfitta per 5-0 contro l'Aalborg, sfida valida per la DBUs Landspokalturnering 2016-2017. Il 5 marzo ha giocato la prima partita in Superligaen, subentrando ad Andreas Albers nel 2-0 inflitto al Randers. Ha chiuso la stagione disputando 4 partite tra campionato e coppa.
Il 29 luglio 2017, i norvegesi dello Stabæk hanno reso noto che Rubin si era aggregato al resto della squadra per sostenere un provino, nell'ottica di valutarne l'ingaggio. Il 4 agosto ha firmato ufficialmente un contratto col club, valido fino al termine della stagione in corso.
Il 1º febbraio 2018 si è accordato con i messicani del Club Tijuana.
Il 1º settembre 2020 è tornato negli Stati Uniti per giocare nel San Diego Loyal.

### Nazionale
Ha esordito per gli Stati Uniti il 14 novembre 2014 contro la Colombia (1-2).

## Statistiche

### Presenze nei club
Statistiche aggiornate al 1º febbraio 2018.
| Stagione       | Club           | Campionato     | Campionato | Campionato | Coppe nazionali | Coppe nazionali | Coppe nazionali | Coppe continentali | Coppe continentali | Coppe continentali | Supercoppe | Supercoppe | Supercoppe | Totale | Totale |
| Stagione       | Club           | Comp           | Pres       | Reti       | Comp            | Pres            | Reti            | Comp               | Pres               | Reti               | Comp       | Pres       | Reti       | Pres   | Reti   |
| -------------- | -------------- | -------------- | ---------- | ---------- | --------------- | --------------- | --------------- | ------------------ | ------------------ | ------------------ | ---------- | ---------- | ---------- | ------ | ------ |
| 2014-2015      | Utrecht        | ED             | 28         | 3          | CO              | 1               | 0               | -                  | -                  | -                  | -          | -          | -          | 29     | 0      |
| 2015-2016      | Utrecht        | ED             | 10         | 0          | CO              | 1               | 1               | -                  | -                  | -                  | -          | -          | -          | 11     | 1      |
| 2016-gen. 2017 | Utrecht        | ED             | 3          | 0          | CO              | 0               | 0               | -                  | -                  | -                  | -          | -          | -          | 3      | 0      |
| Totale Utrecht | Totale Utrecht | Totale Utrecht | 41         | 3          |                 | 2               | 1               |                    | -                  | -                  |            | -          | -          | 43     | 4      |
| 2016-gen. 2017 | Jong Utrecht   | 1D             | 6          | 0          | -               | -               | -               | -                  | -                  | -                  | -          | -          | -          | 6      | 0      |
| gen.-giu. 2017 | Silkeborg      | SL             | 3          | 0          | CD              | 1               | 0               | -                  | -                  | -                  | -          | -          | -          | 4      | 0      |
| ago.-dic. 2017 | Stabæk         | ES             | 7          | 0          | CN              | 1               | 0               | -                  | -                  | -                  | -          | -          | -          | 8      | 0      |
| feb.-giu. 2018 | Club Tijuana   | PD             | 0          | 0          | CM              | 0               | 0               | CCL                | 0                  | 0                  | -          | -          | -          | 0      | 0      |
| Totale         | Totale         | Totale         | 57         | 3          |                 | 4               | 1               |                    | -                  | -                  |            | -          | -          | 61     | 4      |

### Cronologia presenze e reti in nazionale
| Cronologia completa delle presenze e delle reti in nazionale ― Guatemala | Cronologia completa delle presenze e delle reti in nazionale ― Guatemala | Cronologia completa delle presenze e delle reti in nazionale ― Guatemala | Cronologia completa delle presenze e delle reti in nazionale ― Guatemala | Cronologia completa delle presenze e delle reti in nazionale ― Guatemala | Cronologia completa delle presenze e delle reti in nazionale ― Guatemala | Cronologia completa delle presenze e delle reti in nazionale ― Guatemala | Cronologia completa delle presenze e delle reti in nazionale ― Guatemala |
| Data                                                                     | Città                                                                    | In casa                                                                  | Risultato                                                                | Ospiti                                                                   | Competizione                                                             | Reti                                                                     | Note                                                                     |
| ------------------------------------------------------------------------ | ------------------------------------------------------------------------ | ------------------------------------------------------------------------ | ------------------------------------------------------------------------ | ------------------------------------------------------------------------ | ------------------------------------------------------------------------ | ------------------------------------------------------------------------ | ------------------------------------------------------------------------ |
| 2-6-2022                                                                 | Caienna                                                                  | Guyana francese                                                          | 2 – 0                                                                    | Guatemala                                                                | CONCACAF Nations League 2022-2023 - 1º turno                             | -                                                                        | 46’                                                                      |
| 5-6-2022                                                                 | Città del Guatemala                                                      | Guatemala                                                                | 2 – 0                                                                    | Belize                                                                   | CONCACAF Nations League 2022-2023 - 1º turno                             | -                                                                        | 58’                                                                      |
| 11-6-2022                                                                | Santo Domingo                                                            | Rep. Dominicana                                                          | 1 – 1                                                                    | Guatemala                                                                | CONCACAF Nations League 2022-2023 - 1º turno                             | -                                                                        | 69’                                                                      |
| 14-6-2022                                                                | Città del Guatemala                                                      | Guatemala                                                                | 2 – 0                                                                    | Rep. Dominicana                                                          | CONCACAF Nations League 2022-2023 - 1º turno                             | 2                                                                        | 81’                                                                      |
| 24-9-2022                                                                | Harrison                                                                 | Colombia                                                                 | 4 – 1                                                                    | Guatemala                                                                | Amichevole                                                               | -                                                                        | 64’                                                                      |
| 27-9-2022                                                                | Houston                                                                  | Honduras                                                                 | 2 – 1                                                                    | Guatemala                                                                | Amichevole                                                               | -                                                                        | 64’                                                                      |
| 24-3-2023                                                                | Belmopan                                                                 | Belize                                                                   | 1 – 2                                                                    | Guatemala                                                                | CONCACAF Nations League 2022-2023 - 1º turno                             | -                                                                        | 61’                                                                      |
| 27-3-2023                                                                | Città del Guatemala                                                      | Guatemala                                                                | 4 – 0                                                                    | Guyana francese                                                          | CONCACAF Nations League 2022-2023 - 1º turno                             | 1                                                                        | 82’                                                                      |
| 15-6-2023                                                                | Carson                                                                   | Costa Rica                                                               | 0 – 1                                                                    | Guatemala                                                                | Amichevole                                                               | -                                                                        |                                                                          |
| 18-6-2023                                                                | East Hartford                                                            | Guatemala                                                                | 0 – 1                                                                    | Venezuela                                                                | Amichevole                                                               | -                                                                        | 46’                                                                      |
| 27-6-2023                                                                | Fort Lauderdale                                                          | Guatemala                                                                | 1 – 0                                                                    | Cuba                                                                     | Gold Cup 2023 - 1º turno                                                 | -                                                                        | 11’                                                                      |
| 4-7-2023                                                                 | Harrison                                                                 | Guadalupa                                                                | 2 – 3                                                                    | Guatemala                                                                | Gold Cup 2023 - 1º turno                                                 | 2                                                                        | 79’                                                                      |
| 9-7-2023                                                                 | Cincinnati                                                               | Guatemala                                                                | 0 – 1                                                                    | Giamaica                                                                 | Gold Cup 2023 - Quarti di finale                                         | -                                                                        |                                                                          |
| 7-9-2023                                                                 | Città del Guatemala                                                      | Guatemala                                                                | 2 – 0                                                                    | El Salvador                                                              | CONCACAF Nations League 2023-2024 - 1º turno                             | -                                                                        | 77’                                                                      |
| 10-9-2023                                                                | Città del Guatemala                                                      | Guatemala                                                                | 1 – 1                                                                    | Panama                                                                   | CONCACAF Nations League 2023-2024 - 1º turno                             | -                                                                        | 75’                                                                      |
| 13-10-2023                                                               | Port of Spain                                                            | Trinidad e Tobago                                                        | 3 – 2                                                                    | Guatemala                                                                | CONCACAF Nations League 2023-2024 - 1º turno                             | 1                                                                        |                                                                          |
| 17-10-2023                                                               | Panama                                                                   | Panama                                                                   | 3 – 0                                                                    | Guatemala                                                                | CONCACAF Nations League 2023-2024 - 1º turno                             | -                                                                        |                                                                          |
| 21-3-2024                                                                | Harrison                                                                 | Ecuador                                                                  | 2 – 0                                                                    | Guatemala                                                                | Amichevole                                                               | -                                                                        |                                                                          |
| 24-3-2024                                                                | Houston                                                                  | Guatemala                                                                | 0 – 0                                                                    | Venezuela                                                                | Amichevole                                                               | -                                                                        | 46’                                                                      |
| 27-5-2024                                                                | San Jose                                                                 | Guatemala                                                                | 1 – 1                                                                    | Nicaragua                                                                | Amichevole                                                               | 1                                                                        |                                                                          |
| 5-6-2024                                                                 | Città del Guatemala                                                      | Guatemala                                                                | 6 – 0                                                                    | Dominica                                                                 | Qual. Mondiali 2026                                                      | 1                                                                        | 77’                                                                      |
| 8-6-2024                                                                 | Road Town                                                                | Isole Vergini Britanniche                                                | 0 – 3                                                                    | Guatemala                                                                | Qual. Mondiali 2026                                                      | 1                                                                        | 72’                                                                      |
| 14-6-2024                                                                | Landover                                                                 | Argentina                                                                | 4 – 1                                                                    | Guatemala                                                                | Amichevole                                                               | -                                                                        | 75’                                                                      |
| 5-9-2024                                                                 | Città del Guatemala                                                      | Guatemala                                                                | 3 – 1                                                                    | Martinica                                                                | CONCACAF Nations League 2024-2025 - 1º turno                             | 1                                                                        | 83’                                                                      |
| 9-9-2024                                                                 | Città del Guatemala                                                      | Guatemala                                                                | 0 – 0                                                                    | Costa Rica                                                               | CONCACAF Nations League 2024-2025 - 1º turno                             | -                                                                        | 77’                                                                      |
| 11-10-2024                                                               | Georgetown                                                               | Guyana                                                                   | 1 – 3                                                                    | Guatemala                                                                | CONCACAF Nations League 2024-2025 - 1º turno                             | -                                                                        | 73’                                                                      |
| 15-10-2024                                                               | San José                                                                 | Costa Rica                                                               | 3 – 0                                                                    | Guatemala                                                                | CONCACAF Nations League 2024-2025 - 1º turno                             | -                                                                        | 81’                                                                      |
| 16-3-2025                                                                | Fort Lauderdale                                                          | Guatemala                                                                | 2 – 1                                                                    | Honduras                                                                 | Amichevole                                                               | -                                                                        | 46’ 87’                                                                  |
| 21-3-2025                                                                | Bridgetown                                                               | Guyana                                                                   | 3 – 2                                                                    | Guatemala                                                                | Qual. Gold Cup 2025                                                      | -                                                                        | 46’                                                                      |
| 25-3-2025                                                                | Città del Guatemala                                                      | Guatemala                                                                | 2 – 0                                                                    | Guyana                                                                   | Qual. Gold Cup 2025                                                      | 1                                                                        | 75’                                                                      |
| 6-6-2025                                                                 | Città del Guatemala                                                      | Guatemala                                                                | 4 – 2                                                                    | Rep. Dominicana                                                          | Qual. Mondiali 2026                                                      | -                                                                        | 46’                                                                      |
| 16-6-2025                                                                | Carson                                                                   | Giamaica                                                                 | 0 – 1                                                                    | Guatemala                                                                | Gold Cup 2025 - 1° turno                                                 | -                                                                        | 66’                                                                      |
| 24-6-2025                                                                | Houston                                                                  | Guadalupa                                                                | 2 – 3                                                                    | Guatemala                                                                | Gold Cup 2025 - 1° turno                                                 | 1                                                                        |                                                                          |
| 29-6-2025                                                                | Minneapolis                                                              | Canada                                                                   | 1 – 1 (5 – 6 dtr)                                                        | Guatemala                                                                | Gold Cup 2025 - Quarti di finale                                         | 1                                                                        | 60’ 77’                                                                  |
| 2-7-2025                                                                 | St. Louis                                                                | Stati Uniti                                                              | 2 – 1                                                                    | Guatemala                                                                | Gold Cup 2025 - Semifinale                                               | -                                                                        | 70’                                                                      |
| Totale                                                                   |                                                                          | Presenze                                                                 | 35                                                                       |                                                                          | Reti                                                                     | 13                                                                       |                                                                          |

| Cronologia completa delle presenze e delle reti in nazionale ― Stati Uniti | Cronologia completa delle presenze e delle reti in nazionale ― Stati Uniti | Cronologia completa delle presenze e delle reti in nazionale ― Stati Uniti | Cronologia completa delle presenze e delle reti in nazionale ― Stati Uniti | Cronologia completa delle presenze e delle reti in nazionale ― Stati Uniti | Cronologia completa delle presenze e delle reti in nazionale ― Stati Uniti | Cronologia completa delle presenze e delle reti in nazionale ― Stati Uniti | Cronologia completa delle presenze e delle reti in nazionale ― Stati Uniti |
| Data                                                                       | Città                                                                      | In casa                                                                    | Risultato                                                                  | Ospiti                                                                     | Competizione                                                               | Reti                                                                       | Note                                                                       |
| -------------------------------------------------------------------------- | -------------------------------------------------------------------------- | -------------------------------------------------------------------------- | -------------------------------------------------------------------------- | -------------------------------------------------------------------------- | -------------------------------------------------------------------------- | -------------------------------------------------------------------------- | -------------------------------------------------------------------------- |
| 14-11-2014                                                                 | Londra                                                                     | Colombia                                                                   | 2 – 1                                                                      | Stati Uniti                                                                | Amichevole                                                                 | -                                                                          | 67’                                                                        |
| 18-11-2014                                                                 | Dublino                                                                    | Irlanda                                                                    | 4 – 1                                                                      | Stati Uniti                                                                | Amichevole                                                                 | -                                                                          | 77’                                                                        |
| 25-3-2015                                                                  | Aarhus                                                                     | Danimarca                                                                  | 3 – 2                                                                      | Stati Uniti                                                                | Amichevole                                                                 | -                                                                          | 67’                                                                        |
| 29-1-2018                                                                  | Los Angeles                                                                | Stati Uniti                                                                | 0 – 0                                                                      | Bosnia ed Erzegovina                                                       | Amichevole                                                                 | -                                                                          | 83’                                                                        |
| 28-3-2018                                                                  | Cary                                                                       | Stati Uniti                                                                | 1 – 0                                                                      | Paraguay                                                                   | Amichevole                                                                 | -                                                                          | 67’                                                                        |
| 29-5-2018                                                                  | Filadelfia                                                                 | Stati Uniti                                                                | 3 – 0                                                                      | Bolivia                                                                    | Amichevole                                                                 | -                                                                          | 73’                                                                        |
| 2-6-2018                                                                   | Dublino                                                                    | Irlanda                                                                    | 2 – 1                                                                      | Stati Uniti                                                                | Amichevole                                                                 | -                                                                          | 77’                                                                        |
| Totale                                                                     |                                                                            | Presenze                                                                   | 7                                                                          |                                                                            | Reti                                                                       | 0                                                                          |                                                                            |

## Palmarès

### Individuale
- U.S. Soccer Athlete of the Year: 1

Miglior giovane 2012